# 볏

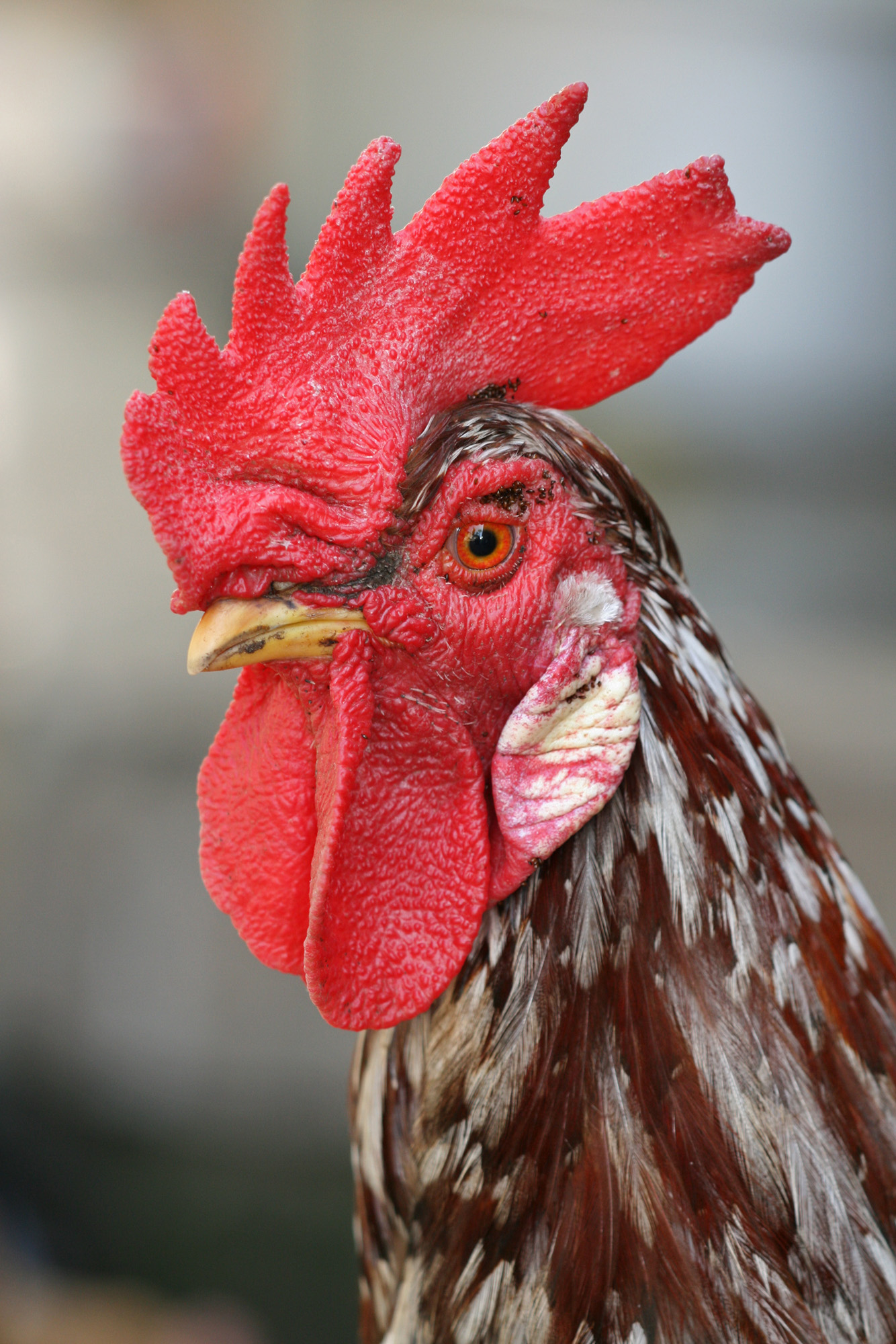
커다란 붉은 볏이 있는 수탉.

볏(Comb) 또는 벼슬은 칠면조, 꿩류, 가축닭 등 닭목에 속하는 새들의 머리 부분의 살이 있는 부분이다. 볏은 일반적으로 암컷보다 수컷 쪽이 더 큰 편이다. 닭목 새들의 머리와 목에는 튀어나온 여러 살 부분이 존재할 수 있다.
닭의 볏은 대체적으로 붉은 편이지만(단, 오골계 등의 닭류에서는 검거나 포도색인 경우가 있음) 다른 종들의 경우 색이 옅은 회색에서부터 딥 블루나 빨간색에 이르기까지 다양하다. 칠면조의 볏의 색은 밝은 빨강에서부터 파랑에 이르기까지 다양할 수 있다.
조직적으로는 기본적인 보통의 피부와 같고, 내부에서 순차적으로 결합조직섬유의 다발과 혈관을 포함한 중심층, 졸상태의 기질과 비교적 결합조직 섬유가 모자란 중간층 또는 백색층, 치밀한 섬유가 있는 주변층이 있다. 가장 바깥쪽은 얇은 중층편평상피로 이루어진 표피가 덮여 있다.
볏은 건강이나 정력의 신뢰할 수 있는 지표로 간주할 수 있으며 일부 가금류에서 짝짓기 평가를 위해 사용된다.

## 같이 보기
- 도가머리
- 칠면조속
- 고기수염